# Karosa LC 956
A Karosa LC 956 a Karosa által 2001 és 2006 között gyártott cseh távolsági autóbusz, a Karosa LC 936 utódja. 2003-tól gyártott módosított modelljeit az LC 956E jelzéssel látták el.

## Konstrukció
A Karosa LC 956 a 900-as sorozat modellje, azon belül a 950-es sorozaté. Felépítésében hasonlít az előd 936-os modellhez. Kéttengelyes, félig önhordó karosszériájú, motorral és sebességváltóval a hátsó részen. A hátsó tengely, amelyen a meghajtás is helyet kap, a Meritortól származik, az első tengely gyártója az RI. Állítható utasülései középső folyosó mentén helyezkednek el 2+2 elrendezésben, emellett az ülések alatt a padló meg van emelve, így a busz csomagterének térfogata 7 m³. Ajtajai egyszárnyúak, mindkettő a bal oldalon helyezkedik el (az elülső az első tengely előtt, míg a hátsó a hátsó tengely mögött). A vezető ülése mellé lehetőség van egy extra ülés elhelyezésére a mitfárer számára. Az alapfelszereltség tartalmaz klímaberendezést, de lehetséges többek közt olyan kiegészítések felszerelése, mint hűtőszekrény, kávéfőző, WC.
2003-tól módosított verzióját kezdték gyártani, amit a többi típushoz hasonlóan E jelzéssel láttak el. A felújított verzió több fejlesztést tartalmazott, mint például új első futómű, illetve tárcsafék.

## Gyártása és üzemeltetése
Az LC 956 buszokat 2001 és 2006 között gyártották. 2003-ban részleges innovációra került sor, és az előállított buszokra azóta LC 956E néven hivatkoztak.
Az LC 956 hasonlóan az LC sorozat elődeihez többnyire hosszabb túrákra, illetve hosszabb városközi utakra tervezték. Legtöbb példánya még forgalomban van a cseh és szlovák utakon

## Fordítás
- Ez a szócikk részben vagy egészben  a   Karosa LC 956 című cseh Wikipédia-szócikk fordításán alapul.  Az eredeti cikk szerkesztőit annak laptörténete sorolja fel. Ez a jelzés csupán a megfogalmazás eredetét és a szerzői jogokat jelzi, nem szolgál a cikkben szereplő információk forrásmegjelöléseként.